# 黑棘茄魚
黑棘茄魚（学名：Halieutaea nigra），为輻鰭魚綱鮟鱇目棘茄魚亞目棘茄魚科棘茄魚屬下的一个种，為深海底棲性魚類，分布於印度西太平洋區的安達曼海及南中國海海域，棲息深度344-403公尺，棲息在沙泥底質水域，生活習性不明。
其种加词“nigra”意为“黑色的，暗色的”。